# Leroy Sané
Leroy Sané (* 11. ledna 1996, Essen, Německo) je německý fotbalový záložník a reprezentant, který hraje od roku 2020 v klubu Bayern Mnichov.
Jeho otcem je bývalý senegalský fotbalový útočník Souleyman Sané, matkou bývalá německá gymnastka Regina Weber.

## Klubová kariéra

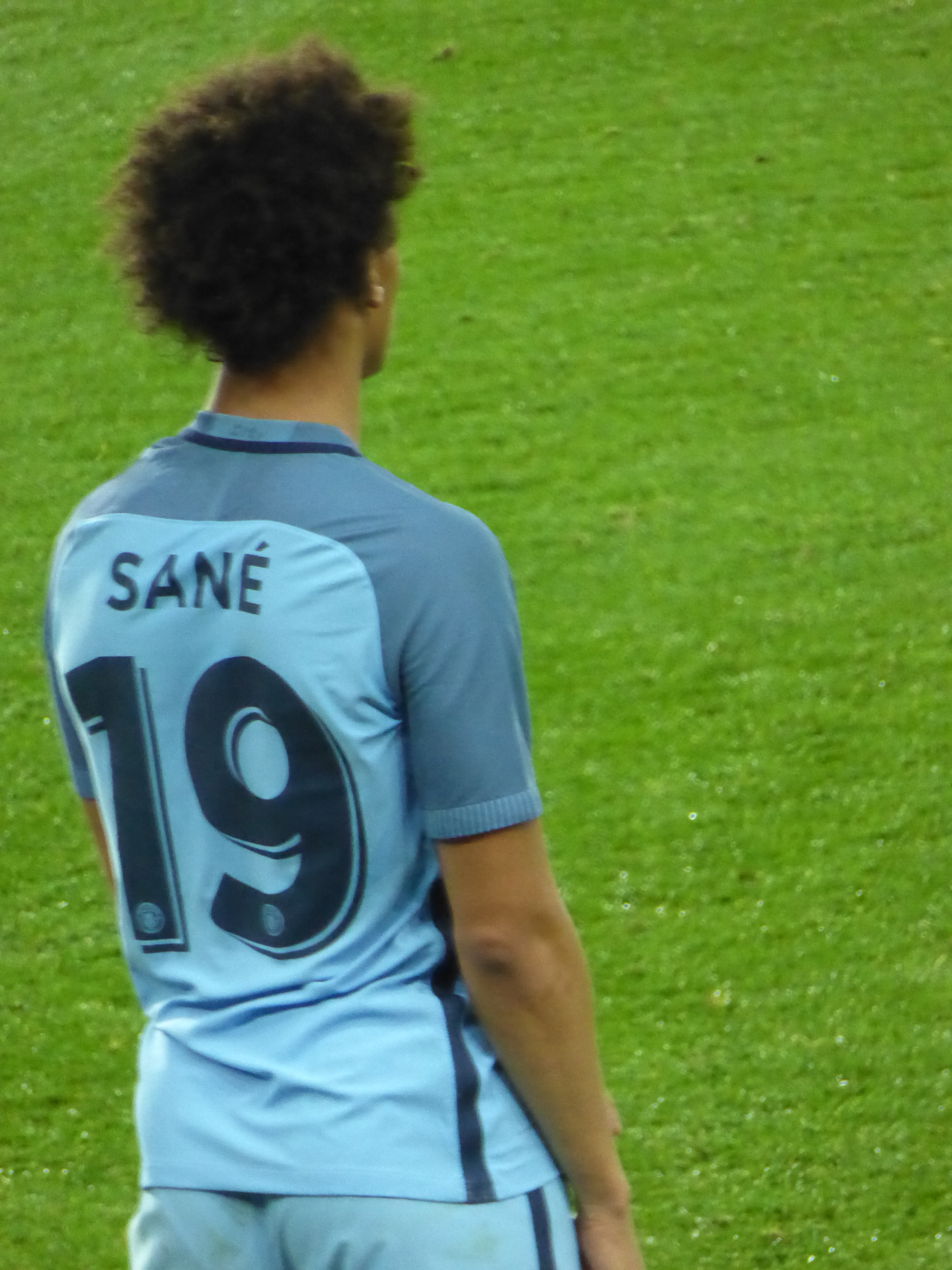
Sané v dresu Manchesteru City (2016)

Sané začal s fotbalem na profesionální úrovni v klubu FC Schalke 04 v roce 2014. V Bundeslize debutoval 20. dubna 2014 proti Stuttgartu, když v 77. minutě vystřídal Maxe Mayera (prohra 1:3, 13 minut).
V srpnu 2016 přestoupil do anglického klubu Manchester City FC.
První góly ve své druhé sezóně v týmu zaznamenal proti Liverpoolu v září 2017 v lize, když jako střídající hráč pro druhý poločas vstřelil rovnou dva góly a navýšil vedení ze 3:0 na konečných 5:0.
Během září dále vstřelil dva góly ve třetím kole pohárového utkání (Carabao Cup) na půdě WBA, City tedy po výhře 2:1 postupovalo.
Za říjnové výkony obdržel cenu pro nejlepšího hráče měsíce, poté co jeho klub vyhrál tři utkání s jeho vydatnou pomocí – 21letý Sané vstřelil tři góly a třikrát na gól přihrával.
Za sezónu 2017/18 obdržel ocenění pro nejlepšího mladého hráče v Premier League.
Závěrem sezóny 2019/20, jejíž jarní část byla postihnuta pandemií covidu-19, přestoupil do Bayernu Mnichov za částku 54,8 milionu liber, přestože anglická liga se ještě nedohrála.
24letý Sané podepsal kontrakt do roku 2025.
Jednalo se o druhý nejdražší přestup týkající se německé Bundesligy.

## Reprezentační kariéra
Leroy Sané reprezentoval Německo v mládežnických kategoriích U19 a U21.
V A-mužstvu Německa debutoval 13. 11. 2015 v přátelském zápase v Paříži proti domácímu týmu Francie (prohra 0:2), v jehož průběhu se v blízkosti stadionu Stade de France odehrály teroristické útoky.
Trenér Joachim Löw jej zařadil do závěrečné 23členné nominace na EURO 2016 ve Francii. Němci získali na turnaji bronzové medaile, v semifinále je vyřadila domácí Francie po výsledku 0:2. Sané odehrál na turnaji jediný zápas, právě semifinálový s Francií.
Začátkem června roku 2018 byl překvapivě nezařazen do konečné nominace trenéra Joachima Löwa pro letní světový šampionát v Rusku. Löw na místo něho svěřil důvěru v Juliana Brandta.
Šampionát ale pro Německo skončil už po skupině. Sané se ocitl v nominaci pro zápasy proti Francii (Liga národů UEFA) a Peru (přátelský zápas) v září téhož roku, ale po zápase s Francií opustil hotel mužstva z „osobních důvodů“. Později vyšlo najevo, že za odjezdem stálo narození jeho dcery.
První reprezentační gól oslavil ve svém 16. zápase v německém dresu proti Rusku. V přátelském klání dne 15. listopadu 2018 vyhrálo Německo 3:0.

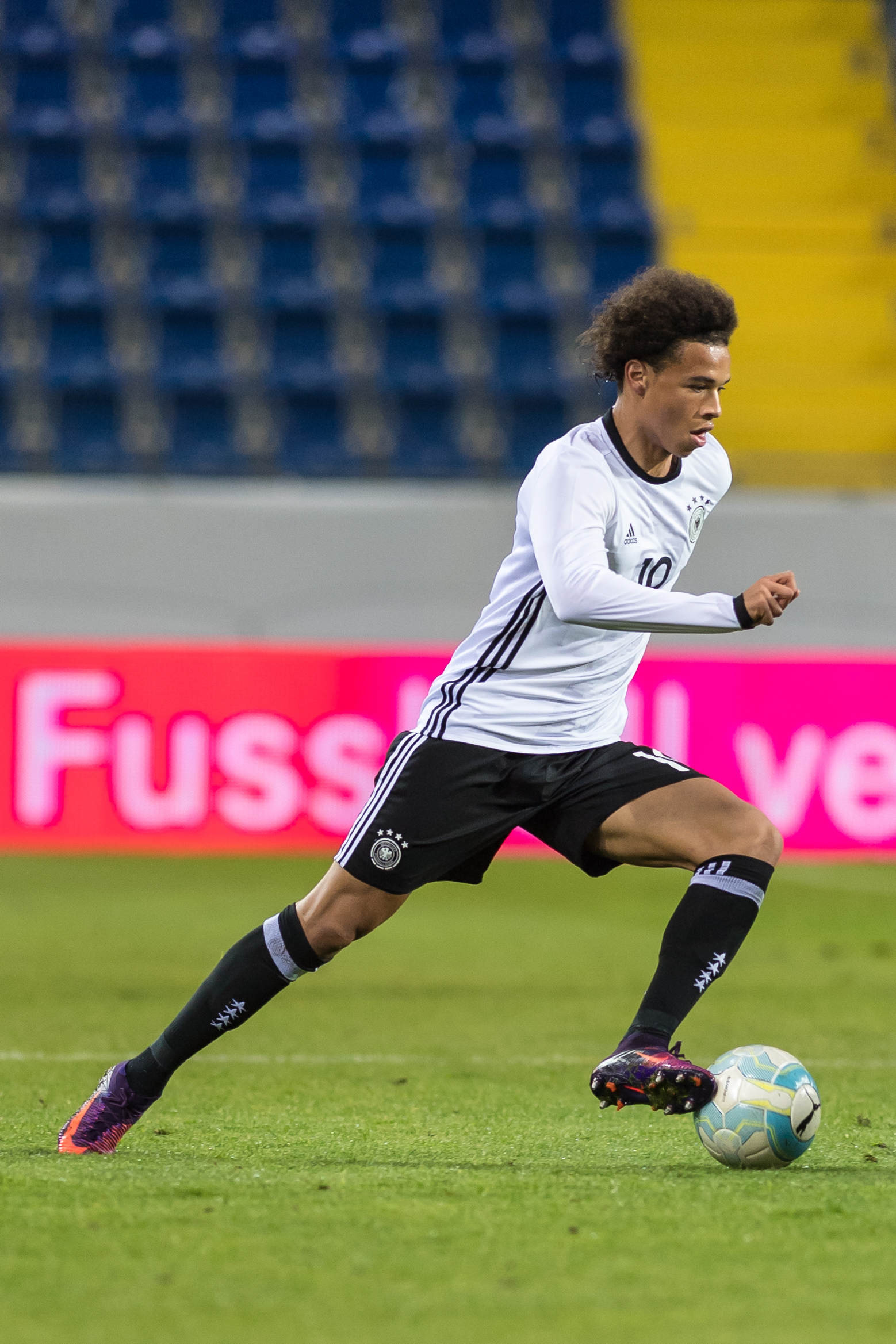
Sané v německé reprezentaci do 21 let (2016)